# Pratovecchio Stia
Pratovecchio Stia è un comune italiano sparso di 5 400 abitanti della provincia di Arezzo in Toscana.
È stato istituito il 1º gennaio 2014 dalla fusione dei comuni di Pratovecchio e Stia.

## Storia
Il comune, con la denominazione di "Pratovecchio Stia", è stato ricostituito il 1º gennaio 2014 con la Legge regionale 22 novembre 2013 n. 70, approvata in seguito al referendum del 6-7 ottobre 2013 in cui il 77,3% dei votanti di Pratovecchio e l'82,3% dei votanti di Stia si è espresso favorevolmente alla fusione.

### Simboli
Lo stemma e il gonfalone del comune sono stati concessi con decreto del presidente della Repubblica del 26 agosto 2015.
Il gonfalone è un drappo partito di bianco e di rosso.

## Società

### Evoluzione demografica
Abitanti censiti

## Amministrazione
| Periodo         | Periodo        | Primo cittadino | Partito             | Carica              | Note   |
| --------------- | -------------- | --------------- | ------------------- | ------------------- | ------ |
| 1º gennaio 2014 | 26 maggio 2014 | Rosalba Guarino |                     | Comm. straordinario | [ 11 ] |
| 26 maggio 2014  | 27 maggio 2019 | Nicolò Caleri   | lista civica Futura | Sindaco             | [ 12 ] |
| 27 maggio 2019  | 20 giugno 2024 | Nicolò Caleri   | lista civica Futura | Sindaco             |        |